# Xanthosoma stenospathum
Xanthosoma stenospathum är en kallaväxtart som beskrevs av Michael T. Madison. Xanthosoma stenospathum ingår i släktet Xanthosoma och familjen kallaväxter.
Artens utbredningsområde är Peru. Inga underarter finns listade.